# Iwan Latiecki
Iwan Tichonowicz Latiecki, ros. Иван Тихонович Лятецкий (ur. 26 lutego?/10 marca 1899 w Biehomli, zm. 26 sierpnia 1981) – generał major Armii Czerwonej służący w WP.
Był Białorusinem. Oficer wojsk pancernych Armii Czerwonej. Brał udział w walkach z Niemcami w II wojnie światowej. 11 VII 1945 Rada Komisarzy Ludowych ZSRR nadała mu stopień generała-majora. 25 VIII 1952 skierowano go do służby w WP, na szefa Oddziału Wojsk Pancernych i Zmechanizowanych - zastępcę dowódcy Okręgu Wojskowego nr IV we Wrocławiu (w 1954 przemianowanego na Śląski Okręg Wojskowy) ds. wojsk pancernych i zmechanizowanych. Stanowisko to zajmował do 19 V 1954. Podczas służby w WP używał imienia Jan. 14 VII 1954 zakończył służbę w WP i wrócił do ZSRR. Dalsze jego losy nie są znane.